# Grupo de los Ocho (España)
El Grupo de los Ocho o Grupo de Madrid es el nombre que recibió un conjunto de compositores españoles de principios del siglo XX. Se enmarca en el equivalente musical de la Generación del 27 y está integrado por Ernesto Halffter y su hermano Rodolfo, Juan José Mantecón, Julián Bautista, Fernando Remacha, Rosa García Ascot, Salvador Bacarisse y Gustavo Pittaluga. Asociados a este grupo aparecen las figuras de Jesús Bal y Gay y Adolfo Salazar. El grupo nació a principios de los años 1930 con el fin de combatir el conservadurismo en la música, en un espíritu similar al del parisino Les Six («Los Seis»). La llegada de la Guerra Civil y la posterior dictadura de Francisco Franco truncaron su empeño.

## Origen
El Grupo de los Ocho se presentó oficialmente el 29 de noviembre de 1930 en la Residencia de Estudiantes (Madrid). En un manifiesto leído por Gustavo Pittaluga, los ocho jóvenes compositores, de entre 24 y 35 años, se postularon como representantes de la que denominaron “música moderna” española. Su objetivo era continuar con la labor de renovación de la música española iniciada por Manuel de Falla. No obstante, los miembros del Grupo ya habían realizado anteriormente estrenos y conciertos a nivel individual e incluso habían ofrecido el primer concierto como colectivo seis meses antes en el Lyceum Femenino, institución ligada a la Residencia de Estudiantes y a la Residencia de Señoritas.
El nacimiento del Grupo de los Ocho supuso un cambio en la crítica y la historiografía musical. Hasta entonces, la historia de la música española se había contado a través de grandes nombres como los de Isaac Albéniz, Enrique Granados o Manuel de Falla. Tradicionalmente cada época había quedado resumida en la figura de un gran compositor. En cambio, era la primera vez que un grupo de autores se unía en España para mostrar sus obras de manera conjunta y bajo unos ideales estéticos compartidos.

## El Grupo de los Ocho dentro de la Generación del 27
La Generación del 27 supuso una Edad de Plata de todas las artes en España, entre ellas la música. No obstante, la aplicación en la música de la denominación Generación del 27 es un préstamo literario derivado de los paralelismos y las relaciones personales existentes entre los artistas de ambas disciplinas. Esta Generación musical de principios del siglo XX ha sido también denominada Generación del 31 y Generación de la República, por coincidir cronológicamente la proclamación de la Segunda República en 1931 con la presentación del Grupo de los Ocho, el colectivo musical más activo de la Generación.
El Grupo de los Ocho representa tan solo una parte de dicho movimiento musical, no debe confundirse con la Generación en su conjunto. Este grupo recibe también el nombre de Grupo de Madrid, en referencia a su lugar de nacimiento y al entorno en el que trabajaban sus miembros. En términos generales, Madrid fue el centro de desarrollo de todas las inquietudes de la Generación del 27, pero en la música hay excepciones.
En paralelo al grupo madrileño y con los mismos objetivos, surgió su homólogo catalán: el llamado Grupo Catalán o Grupo de Barcelona, integrado por Robert Gerhard, Agustí Grau, Joan Gibert Camins, Eduard Toldrá, Manuel Blancafort, Baltasar Samper y Ricard Lamote de Grignon. En ocasiones, se incluye dentro de este grupo al compositor barcelonés Federico Mompou, razón por la cual reciben frecuentemente el nombre de Grup dels vuit (en catalán, Grupo de los ocho). Ante esta ambigüedad terminológica, la denominación toponímica evita confusiones entre ambos grupos.

## Estética
La estética del Grupo de los Ocho se basa en la unión de la vanguardia con la tradición, una aspiración común de todas las disciplinas artísticas durante la primera mitad del siglo XX. Así, por ejemplo, estos jóvenes compositores no rompen completamente con la tonalidad, sino que la ensanchan a través del uso de acordes alterados y notas ajenas. Además, abogan por una simplificación del lenguaje musical, alejándose, de esta manera, de la grandilocuencia característica del Romanticismo. Por ello, la estética del Grupo de los Ocho puede entenderse como una estética neoclásica en la medida en que, en esta búsqueda de la esencia, acaban tomando como modelo el arte clásico. De este modo, encuentran inspiración en el pasado histórico de la música española y en el folclore nacional, logrando así un lenguaje universal a partir de elementos nacionales. Estos rasgos muestran la voluntad del Grupo por continuar con el legado de Manuel de Falla, quien fue su principal referente musical.

## Integrantes y lugares de encuentro
Los compositores que conformaron el Grupo de los Ocho fueron Ernesto y Rodolfo Halffter, Gustavo Pittaluga, Rosa García Ascot, Salvador Bacarisse, Julián Bautista, Fernando Remacha y Juan José Mantecón. En su desarrollo como grupo fue fundamental la figura de Adolfo Salazar, compositor y crítico musical en el periódico El Sol y en revistas como Lira Española, la Revista Musical y Ritmo. Sus escritos permitieron la introducción de las vanguardias europeas en España a principios del siglo XX.
El Grupo de Madrid tenía como lugares de encuentro la Residencia de Estudiantes y la emisora Unión Radio, en la que Salvador Bacarisse fue el encargado de las actividades musicales a partir de 1926. Bacarisse aprovechó esta circunstancia para dar a conocer sus composiciones propias y las de sus compañeros del Grupo. Además, los jóvenes compositores mantenían una estrecha relación con Jesús Bal y Gay, responsable de las actividades de la Residencia y futuro marido de Rosa García Ascot, quien fue alumna de Manuel de Falla. Todo ello, unido al hecho de que Ernesto y Rodolfo Halffter tenían una especial vinculación con Adolfo Salazar, ubicó al Grupo de los Ocho en el centro del panorama cultural madrileño.

## Exilio
El estallido de la guerra civil española en 1936 provocó la disolución del Grupo de los Ocho debido el exilio de la mayoría de los integrantes, que nunca volvieron a reencontrarse. Rodolfo Halffter y Rosa García Ascot huyeron a México, mientras que Julián Bautista se exilió a Argentina, donde se encontró con Manuel de Falla, y Salvador Bacarisse se marchó a París, donde siguió trabajando en la radio. Gustavo Pittaluga, por su parte, se trasladó a Washington, desde donde viajó en varias ocasiones a América Latina. Los tres compositores restantes permanecieron en España: Fernando Remacha, tras ser denunciado, se cobijó en la ferretería que su familia regentaba en Tudela; Juan José Mantecón se recluyó en Madrid, donde vivió apartado del mundo musical, y Ernesto Halffter, tras pasar una temporada en Portugal, regresó a España y fue el único que trabajó para el régimen franquista.